# Cerro Chico, Veracruz
Cerro Chico är en ort i Mexiko.   Den ligger i kommunen Zongolica och delstaten Veracruz, i den sydöstra delen av landet, 250 km öster om huvudstaden Mexico City. Cerro Chico ligger 929 meter över havet och antalet invånare är 109.
Terrängen runt Cerro Chico är bergig söderut, men norrut är den kuperad. Runt Cerro Chico är det ganska tätbefolkat, med 222 invånare per kvadratkilometer. Närmaste större samhälle är Cuichapa, 9,7 km norr om Cerro Chico. I omgivningarna runt Cerro Chico växer i huvudsak städsegrön lövskog.